# Ateuchus ambiguus
Ateuchus ambiguus е вид твърдокрило насекомо от семейство Листороги бръмбари (Scarabaeidae). Видът е застрашен от изчезване.

## Разпространение
Разпространен е във Венецуела.